# Artur Schnabel
Artur Schnabel (17 de abril de 1882, Lipnik - 15 de agosto de 1951, Axenstein) fue un compositor y pianista austríaco.
A la edad de siete años se mudó con su familia a Viena, donde estudió con Teodor Leszetycki, conoció a Johannes Brahms y tiempo después tuvo su debut en 1890. Mientras vivía en Berlín entre 1900 y 1933 impartió enseñanza musical, compuso y ofreció famosas interpretaciones de las sonatas de Ludwig van Beethoven y Franz Schubert en la celebración de sus cien años.
En los años 1930, fue el primero en grabar las sonatas para piano completas de Beethoven. Durante su carrera concertística colaboró con muchos de los mejores intérpretes de cuerda de la época y formó varias agrupaciones al lado de Flesch y Becker, Pau Casals, Feuermann, Fournier, Hindemith, Hubermann, Szigeti y Primrose, además de realizar un dúo de piano con su hijo, Karl Ulrich Schnabel (1909-2001).
Además de intérprete, Schnabel también se dedicó profusamente a la enseñanza, algunos de sus alumnos fueron Clifford Curzon y Leon Fleisher y también fue profesor de la Universidad de Berlín desde 1925 hasta 1933.
Durante la época nazi se trasladó a Londres y después a los Estados Unidos. Aunque tocaba principalmente piezas del pasado, sus propias composiciones han sido consideradas como plenamente modernas.